# Kiza
Kiza (1.278 m) je vrh u Srednjem Velebitu. Nalazi se blizu Oštarijskih vrata gdje se nalazi cestovna veza kroz Velebit od Gospića do Karlobaga, tako da se do njegovog podnožja lako dolazi automobilom. Od ceste je potrebno hodati 1 h.
Kiza pripada skupini Dabarskih kukova, neobraslih kamenih vrhova što izviru iz šume u južnom dijelu Srednjeg Velebita.